# Vincenzo D'Angelo
Vincenzo "Enzo" D'Angelo, född 22 januari 1951 i Bacoli, död 6 februari 2008 i Paris, var en italiensk vattenpolospelare som representerade Italien i tre OS. 
D'Angelo tog OS-silver i den olympiska vattenpoloturneringen i Montréal. Hans målsaldo i turneringen var tre mål. I den olympiska vattenpoloturneringen i Moskva gjorde han fyra mål. D'Angelos tredje OS var Los Angeles 1984. Den gånger gjorde han sju mål i den olympiska vattenpoloturneringen. Han tog VM-brons 1975 i Cali.